# Frank Klawonn
Frank Klawonn (født 22. marts 1966 i Schwedt) er en tysk tidligere roer, olympisk guldvinder og dobbelt verdensmester.

## Karriere

### Roning
Klawonns første store internationale resultat opnåede han, da han som juniorroer var med til at blive verdensmester for DDR i 1984 i toer uden styrmand.
I 1986 kom Klawonn med i den østtyske firer med styrmand, der dette år og det følgende blev verdensmester.
I 1988 var han fortsat med i fireren med styrmand ved OL i Seoul, hvor Karsten Schmeling, Bernd Niesecke, Bernd Eichwurzel og styrmand Hendrik Reiher udgjorde bådens øvrige besætning. Østtyskerne vandt først deres indledende heat i ny olympisk rekordtid, og derpå vandt de deres semifinale. I finalen var de atter overlegne og vandt med næsten tre sekunder ned til Rumænien på andenpladsen, mens New Zealand fik bronze.
Efter endnu en sæson i firer med styrmand, der blev nummer fire ved VM i 1989, gik han over til toer med styrmand, hvor han i 1990 blev den sidste østtyske mester i denne bådtype. Året efter i det nu genforenede Tyskland vandt samme besætning det tyske mesterskab i denne båd.

### Videre karriere
Klawonn var finansuddannet og kom til at arbejde hos skattevæsenet i Potsdam.

## OL-medaljer
- 1988:  Guld i firer med styrmand